# 潘氏沙帶魚
潘氏沙帶魚，为輻鰭魚綱鱸形目鯖亞目带鱼科的其中一種。分布於東印度洋的印度東部及斯里蘭卡海域，棲息深度可達80公尺，本魚身體極度拉長側扁，並逐漸變細到一個點，體色為鋼鐵般的藍色，背鰭硬棘3枚;背鰭軟條121-131枚;臀鰭硬棘2枚;臀鰭軟條74-84枚，體長可達92公分，棲息在沿海或河口，屬肉食性，以甲殼類、小魚等為食，可做為食用魚。

## 扩展阅读
維基物種上的相關：潘氏沙帶魚